# 1892年のスポーツ
- 年度別スポーツ記事一覧

## できごと
- 11月25日 - フランスのピエール・ド・クーベルタン、ソルボンヌ大学にて古代オリンピックの復興を提案

## クリケット
- ジ・アッシズ（1891-1892シーズン）優勝：オーストラリア（2勝1敗）

## 競馬

### イギリス
クラシック
- 2000ギニー - ボナヴィスタ
- 1000ギニー - ラフレッシュ
- エプソムダービー - サーユーゴ
- エプソムオークス - ラフレッシュ
- セントレジャーステークス - ラフレッシュ

ラフレッシュが牝馬三冠達成。
その他主要レース
- アスコットゴールドカップ - バッカーニア
- グッドウッドカップ - マルタゴン
- ドンカスターカップ - チェスターフィールド
- エクリプスステークス - オーム
- チャンピオンステークス - オーム
- グランドナショナル - ファザーオフリン

### アメリカ合衆国
- ウィザーズステークス - タマニー
- ベルモントステークス - パトロン
- ローレンスリアライゼーションステークス - タマニー

### フランス
- パリ大賞典 - ルイヨ
- ジョッケクルブ賞 - Chene Royal

### オーストラリア
- メルボルンカップ - Glenloth

## ゴルフ

### 世界4大大会（男子）
- 全英オープン優勝者：ハロルド・ヒルトン（イギリス）

## サッカー

### イングランド
- フットボールリーグ（1891-1892シーズン）優勝：サンダーランド
- FAカップ決勝

ウェスト・ブロムウィッチ・アルビオン 3-0 アストン・ヴィラ

## スケート
- 国際スケート連盟設立

## テニス

### グランドスラム
- 全仏選手権　男子単優勝：J・シェーファー（フランス）
- ウィンブルドン　男子単優勝：ウィルフレッド・バデリー（イギリス）、女子単優勝：ロッティ・ドッド（イギリス）
- 全米選手権　男子単優勝：オリバー・キャンベル（アメリカ）、女子単優勝：マーベル・カーヒル（アメリカ）

## ボクシング
- 9月7日 - アメリカ・ニューオリンズでクインズベリー・ルールによる最初のボクシング世界ヘビー級タイトル戦（ジェームス・J・コーベット対ジョン・L・サリバン）開催

## ボート
- オックスフォード・ケンブリッジ大学対抗レガッタ優勝：オックスフォード大学
- 国際ボート連盟設立

## 野球

### アメリカ大リーグ
- ナショナルリーグ前期優勝：ボストン・ビーンイーターズ（総合優勝）
- ナショナルリーグ後期優勝：クリーブランド・スパイダーズ

## ラグビー
- ホームネイションズ

優勝：イングランド

## 誕生
- 1月2日 - 柏尾誠一郎（大阪府、テニス、+1962年）
- 2月5日 - 栃木山守也（栃木県、相撲、+1959年）
- 2月8日 - エリザベス・ライアン（アメリカ、テニス、+1979年）
- 3月2日 - 尾形藤吉（北海道、競馬、+1981年）
- 4月1日 - 大ノ里萬助（青森県、相撲、+1938年）
- 6月20日 - 式守伊之助 (16代)（山形県、相撲、+1948年）
- 7月13日 - ヨニ・ミューラ（フィンランド、陸上競技、+1955年）
- 11月16日 - タツィオ・ヌヴォラーリ（イタリア、レーシングドライバー、+1953年）
- 11月25日 - 中澤不二雄（京都府、野球、+1965年）
- 12月21日 - ウォルター・ヘーゲン（アメリカ、ゴルフ、+1969年）

## 死去
- 7月12日 - アレキサンダー・カートライト（アメリカ、野球、*1820年）